# قشر خیشومی
قشر خیشومی در لپ گیجگاهی درونی قرار دارد و رابط اصلی بین اسبک و نوقشر است. این قشر به مثابه قطب پرکار در حافظه است.

## تسمیه
εντός ρινικός در زبان یونانی به معنای خیشوم است.

## عملکردها
- جهت‌یابی جغرافیایی
- درک زمان
- خاطرات (خود زندگی‌نامه، حس مکانی، روایی، احساسی، فیلم خاطرات)[۱]
- پردازش حافظه در خواب
- بستن خودکار چشم هنگام صدای انفجاری